# 2011 en arts plastiques
| Années des arts plastiques : 2008 - 2009 - 2010 - 2011 - 2012 - 2013 - 2014    |
| Décennies des arts plastiques : 1980 - 1990 - 2000 - 2010 - 2020 - 2030 - 2040 |

Cette page concerne l'année 2011 en arts plastiques.

## Événements

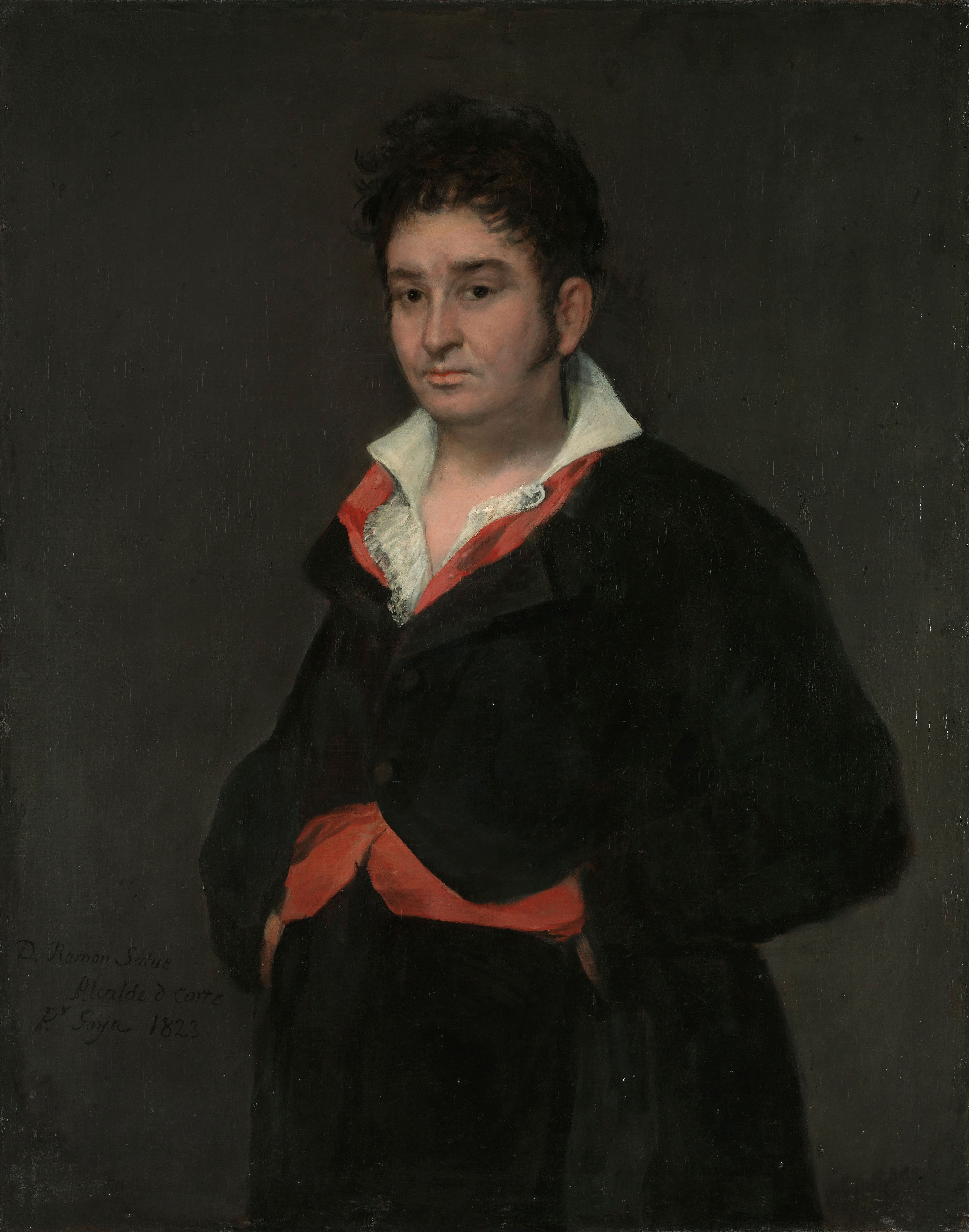
Portrait de Ramón Satué, Francisco de Goya, version de 1823 représentant Satué

- En juillet, le Rijksmuseum Amsterdam découvre que le portrait de Ramón Satué, huile sur toile de Francisco de Goya de 1823, recouvre en fait un portrait de Joseph Bonaparte, réalisé vers 1810 ; il l'aurait recouvert de peur des représailles politiques.

## Décès
- 5 janvier :
  - Blanche Lohéac-Ammoun, peintre, illustratrice et écrivaine franco-libanaise (° 20 octobre 1912),
  - Malangatana Ngwenya, peintre, sculpteur et poète mozambicain (° 6 juin 1936),
- 11 janvier : Serge Fiorio, peintre italien (° 11 janvier 1911),
- 22 janvier : Solange Bertrand, peintre française (° 20 mars 1913),
- 30 janvier : Krijn Giezen, peintre néerlandais (° 8 octobre 1939),
- 21 février : Jerzy Nowosielski, peintre, graphiste, scénographe et illustrateur polonais (° 7 janvier 1923),
- 2 mars : Jiří Hejna, peintre tchécoslovaque puis tchèque (° 29 juillet 1921),
- 3 mars : Pierre Boudet, peintre et lithographe français (° 27 janvier 1915),
- 6 mars : Helen Moloney, artiste vitrailliste irlandaise (° 2 janvier 1926),
- 31 mars : Hiroshi Ōnishi, peintre et professeur d'université japonais (° 18 juin 1961),
- 9 avril : Michel Dureuil, peintre français de la nouvelle école de Paris (° 28 juin 1929),
- 23 avril : Bata Mihailovitch, peintre serbe  (° 8 février 1923),
- 24 avril : Amandine Doré, peintre, illustratrice et écrivaine française (° 14 mars 1912),
- 31 mai : Jacques Grinberg, peintre bulgare, israélien et français (° 10 janvier 1941),
- 4 juin : Pierre Laffillé, peintre et graveur français (° 1er juin 1938),
- 5 juin : Leon Botha, peintre et disc jockey sud-africain (° 4 juin 1985),
- 9 juin : Maqbool Fida Husain, peintre, cinéaste, réalisateur, producteur et scénariste indien (° 17 septembre 1915),
- 14 juin : Jacques Daniel, peintre, graphiste, illustrateur et directeur artistique français (° 30 septembre 1920),
- 16 juin : Twins Seven Seven, peintre et sculpteur nigérian (° 3 mai 1944),
- 25 juin : Jacques Coulais, peintre français (° 22 mars 1955),
- 4 juillet : Yehuda Neiman, peintre et photographe polonais (° 22 octobre 1931),
- 7 juillet : Philippe Kaeppelin, peintre et sculpteur français (° 22 octobre 1918),
- 8 juillet : Bernard Schorderet, peintre suisse (° 1er novembre 1918),
- 10 juillet : Pierre Andrès, sculpteur sur bois et peintre français (° 21 septembre 1922),
- 18 juillet : Claudine Béréchel, peintre, graveuse, sculptrice et médailleuse française (° 10 juin 1925),
- 25 juillet : Gustave Tiffoche, céramiste, sculpteur et peintre français (° 23 juillet 1930),
- 26 juillet :
  - Nasser Assar, peintre français d'origine iranienne (° 26 septembre 1928),
  - Giò Stajano, écrivaine, journaliste, actrice et peintre italienne (° 11 décembre 1931),
- 27 juillet : Victor Laks, peintre français (° 29 mars 1924),
- 30 juillet : Jean Capdeville , peintre français (° 13 septembre 1917),
- 6 août : Roman Opalka, peintre franco-polonais (° 27 août 1931),
- 13 septembre : Richard Hamilton, peintre et graphiste britannique (° 24 février 1922),
- 15 septembre : Mickaël Compagnion, peintre français (° 18 mai 1929),
- 28 septembre : Pierre Lesieur, peintre français (° 21 mai 1922),
- 15 octobre : Yves de Saint-Front, peintre et vitrailliste français (° 23 mars 1928),
- 24 octobre : Peter Siddell, peintre figuratif néo-zélandais (° 31 juillet 1935),
- 6 novembre :
  - Pierre-François Gorse, peintre et aquarelliste français (° 1945),
  - Luc Simon, peintre français (° 16 juillet 1924),
- 11 novembre : Isaac Celnikier, peintre et graveur polonais (° 8 mai 1923),
- 23 décembre : Galeazzo von Mörl, peintre italien (° 1922),
- ? : Avi Trattner, peintre israélien (° 1948).